# Шипоопашата летяща катерица на лорд Дерби
Шипоопашатата летяща катерица на лорд Дерби (Anomalurus derbianus) е вид бозайник от семейство Шипоопашати гризачи (Anomaluridae).

## Разпространение и местообитание
Разпространен е в Ангола, Габон, Гана, Екваториална Гвинея, Замбия, Камерун, Кения, Демократична република Конго, Република Конго, Кот д'Ивоар, Либерия, Малави, Мозамбик, Нигерия, Сиера Леоне, Танзания, Того, Уганда и Централноафриканската република.